# Syrisch-Jordaanse Unie

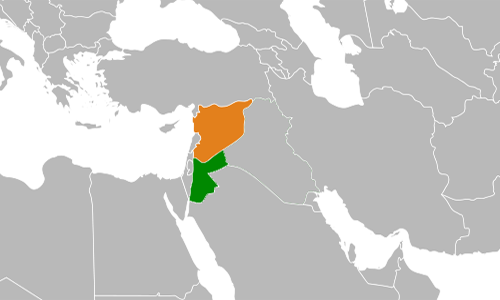
Syrië in het oranje, Jordanië in het groen.

De Syrisch-Jordaanse Unie was een voorgestelde unie in 1975 tussen Syrië en Jordanië.

## Geschiedenis
Na de nederlaag van Egypte en Syrië in de Oktoberoorlog tegen de staat Israël en het mislukken van de Federatie van Arabische Republieken met Libië in 1973, betekenden de Egyptisch-Israëlische terugtrekkingsovereenkomsten van 1974 en 1975 feitelijk een einde aan de Egyptisch-Syrische militaire alliantie. Syrië zocht daarom verzoening met Jordanië en Saoedi-Arabië, en met minder succes ook met Irak en de Palestijnen. Jordanië raakte op zijn beurt geïsoleerd van de Verenigde Staten van Amerika nadat een wapendeal in het Congres werd geblokkeerd.
Op 12 juni 1975 werden verschillende politieke en economische samenwerkingsovereenkomsten gesloten tussen de Syrische president Hafez al-Assad en de Jordaanse koning Hoessein I, en werd een gezamenlijke Hoge Politieke Commandoraad overeengekomen om deze uit te voeren. Een Gemengd Hoog Comité moet het gemeenschappelijk militair bevel, de politieke coördinatie en de economische integratie bevorderen. Deze samenwerkingsovereenkomsten werden in 1976 aangevuld met het begin van de integratie van diplomatieke missies in het buitenland.
Tijdens de bijeenkomst in Damascus op 22 november 1976 besloten Hafez al-Assad en Hoessein I tot versnelde coördinatie of integratie en tijdens een andere bijeenkomst op 6 december keurden beide staatshoofden de integratiemaatregelen goed waartoe eerder door het gemengd comité was besloten, maar slechts twee weken later keurde Hafez al-Assad in plaats daarvan de integratiemaatregelen goed. kwam met de Egyptische president Anwar Sadat een gezamenlijk politiek commando overeen. Met de hernieuwde wending van Syrië naar Egypte (1976–1977), Irak (1978–1979) en Libië (1980–1981) raakte het Syrisch-Jordaanse integratieproject in 1980 achterhaald.